# Cypripedium tibeticum
Cypripedium tibeticum é uma espécie de orquídea terrestre, família Orchidaceae, que habita do Sikkim à China central.